# Euthyrrhapha metallica
Euthyrrhapha metallica är en kackerlacksart som beskrevs av Karlis Princis 1967. Euthyrrhapha metallica ingår i släktet Euthyrrhapha och familjen Polyphagidae. Inga underarter finns listade i Catalogue of Life.